# Нідерверт
Нідерверт (нім. Niederwerth) — громада в Німеччині, розташована в землі Рейнланд-Пфальц. Входить до складу району Маєн-Кобленц. Складова частина об'єднання громад Фаллендар.
Площа — 3,03 км2. Населення становить 1274 ос. (станом на 31 грудня 2020).

## Галерея

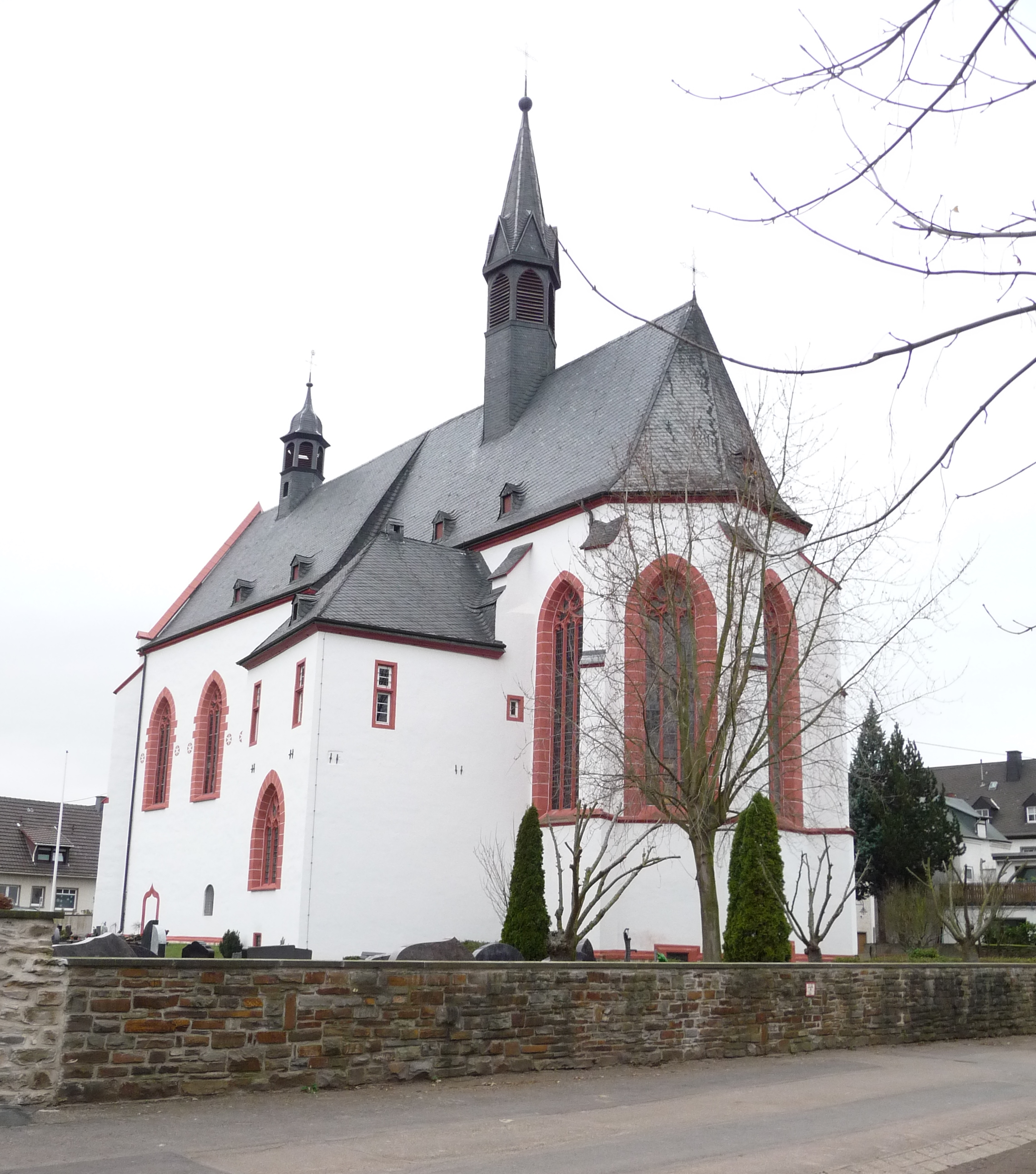